# Баковка (платформа)
Это статья про платформу в городе Одинцово. Про бывший посёлок, микрорайон Одинцова см. Баковка.
Ба́ковка — остановочный пункт Белорусского направления Московской железной дороги и Белорусско-Савёловского диаметра на восточной окраине города Одинцово Московской области, в микрорайоне Баковка.
Состоит из двух высоких прямых платформ: одна боковая, другая — островного типа, соединённых между собой подземным пешеходным переходом. Платформа в сторону Можайска имеет выход к деревне Мамоново (Можайское шоссе), платформа на Москву — в Баковку (Минское шоссе).
Непосредственно к платформе общественный транспорт не подъезжает, однако возле дома 51 по Вокзальной улице находится остановка городского маршрута № 15к «Станция Одинцово — платформа Баковка». Также в 10—15 минутах пешком от платформы находятся Можайское и Минское шоссе, где проходят основные маршруты транспорта.
Время движения от Белорусского вокзала — 29 минут. Входит в состав Московских центральных диаметров, линия МЦД-1. Останавливаются все пригородные поезда, кроме экспрессов. Код в АСУЖТ — 181757.

## История
Платформа была построена в 1894 году, называлась «20 верста». Вскоре было сооружено небольшое кирпичное здание вокзала. После присоединения СССР к Международной метрической конвенции 21 июля 1925 года, в результате перевода счисления железнодорожного пути с вёрст на километры, получила название «Платформа 22 км». Позже платформа получила название «Баковка» — по имени расположенного там дачного посёлка. В 2006 году на платформе была проведена реконструкция, на обеих платформах появились павильоны с турникетами. В 2017 году платформа вновь подлежала реконструкции: боковая в сторону области была демонтирована, вместо неё построена островная, которая была открыта 22 августа 2018 года. В 2020 году планировалось открыть западный вестибюль и второй подземный переход, который позволит сократить пассажирам время в пути до посадки в поезд, но в итоге они были открыты 14 января 2021 года.

## Пассажиропоток
За год после окончания реконструкции в 2021 году станцией воспользовались около 1,4 млн. человек.

## В кинематографе
- «Девушка с коробкой» (1927)